# Endrick Parafita
Endrick dos Santos Parafita (Santana, 7 de março de 1995), conhecido apenas como Endrick, é um futebolista malaio-brasileiro que atua como meia-atacante. Atualmente joga pelo Ho Chi Minh City, emprestado pelo Johor Darul Ta'zim, e pela Seleção Malaia.

## Carreira em clubes
No Brasil, jogou por Santana, Ypiranga-AP, São José-AP (apenas na base), Bahia (base e profissional), Campinense, Santa Rita e Ypiranga-BA. Em 2016, assinou com o Apollon Limassol, mas não chegou a defender a equipe cipriota em jogos oficiais, mas não deixou o país: foi emprestado no mesmo ano ao AEZ Zakakiou, onde atuou em 14 partidas.
Defendeu ainda o Botoșani (Romênia) em 2017 antes de se transferir para a Malásia, onde atuou por Felcra, Selangor, Penang e Johor Darul Ta'zim até agosto de 2014, quando foi emprestado ao Ho Chi Minh City, equipe da primeira divisão do Campeonato Vietnamita.

## Seleção Malaia
Depois de 5 anos residindo na Malásia, Endrick obteve a cidadania local em 2023 e passou a ser considerado apto a defender a seleção nacional, estreando pelos Tigres 3 dias num amistoso contra o Turcomenistão. Fez parte do elenco que disputou a Copa da Ásia (disputada em 2024), ficando de fora das primeiras partidas em decorrência de uma lesão, voltando aos gramados no jogo frente à Coreia do Sul, que terminou empatado em 3 a 3.

## Vida pessoal
Seu pai, Clésio Parafita, foi meio-campista e atuou por Santana, Ypiranga-AP e Independente.

## Títulos
Penang
- Campeonato Malaio: 2020[6]

Johor Darul Ta'zim
- Campeonato Malaio: 2023
- FA Cup da Malásia: 2023
- Copa da Malásia: 2023
- Supercopa da Malásia: 2023

Seleção Malaia
- Pestabola Merdeka: 2024[7]